# 이효석문학상
이효석문학상은 대한민국의 문학상으로 상금은 3천만 원이다. 소설가 이효석의 문학적 업적을 기리기 위해서 2000년에 제정되었다. 등단 15년 이내의 작가들의 작품 중 전년도 5월부터 당해년 4월 사이에 문예지, 종합잡지 및 기타 정기.비정기 간행물 등에 발표된 중.단편소설들을 심사대상으로 삼는다.

## 역대 수상작
| 회     | 수상연도 | 작가   | 작품                       |
| ------ | -------- | ------ | -------------------------- |
| 제1회  | 2000년   | 이순원 | 〈아비의 잠〉              |
| 제2회  | 2001년   | 성석제 | 〈황만근은 이렇게 말했다〉 |
| 제3회  | 2002년   | 이혜경 | 〈꽃 그늘 아래〉           |
| 제4회  | 2003년   | 윤대녕 | 〈찔레꽃 기념관〉          |
| 제5회  | 2004년   | 정이현 | 〈타인의 고독〉            |
| 제6회  | 2005년   | 구효서 | 〈소금가마니〉             |
| 제7회  | 2006년   | 정지아 | 〈풍경〉                   |
| 제8회  | 2007년   | 박민규 | 〈누런강 배 한척〉         |
| 제9회  | 2008년   | 김애란 | 〈칼자국〉                 |
| 제10회 | 2009년   | 편혜영 | 〈토끼의 묘〉              |
| 제11회 | 2010년   | 이기호 | 〈밀수록 다시 가까워지는〉 |
| 제12회 | 2011년   | 윤고은 | 〈해마 날다〉              |
| 제13회 | 2012년   | 김중혁 | 〈요요〉                   |
| 제14회 | 2013년   | 윤성희 | 〈이틀〉                   |
| 제15회 | 2014년   | 황정은 | 〈누가〉                   |
| 제16회 | 2015년   | 전성태 | 〈두 번째 자화상〉         |
| 제17회 | 2016년   | 조해진 | 〈산책자의 행복〉          |
| 제18회 | 2017년   | 강영숙 | 〈어른의 맛〉              |
| 제19회 | 2018년   | 권여선 | <모르는 영역>              |
| 제20회 | 2019년   | 장은진 | <외진 곳>                  |
| 제21회 | 2020년   | 최윤   | <소유의 문법>              |

## 같이 보기
- 이효석